# Šunija
Šunija je řeka v Litvě, v Žemaitsku, v Tauragėském kraji, v okresech Šilalė a Tauragė. Je to levý přítok řeky Jūra. Je 35,1 km dlouhá. Povodí má rozlohu 159 km².

## Průběh toku

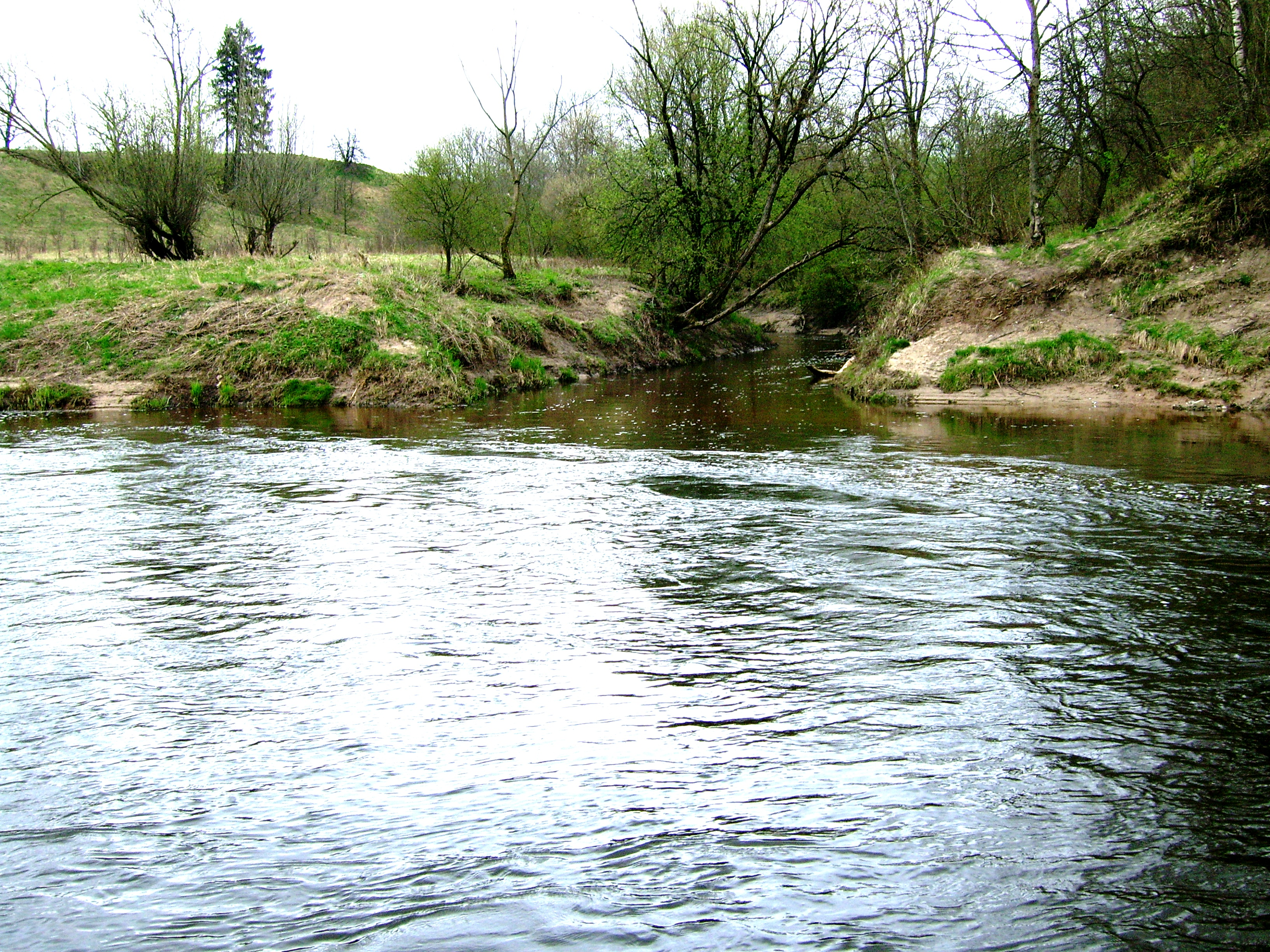
Soutok Šunije s Jūrou

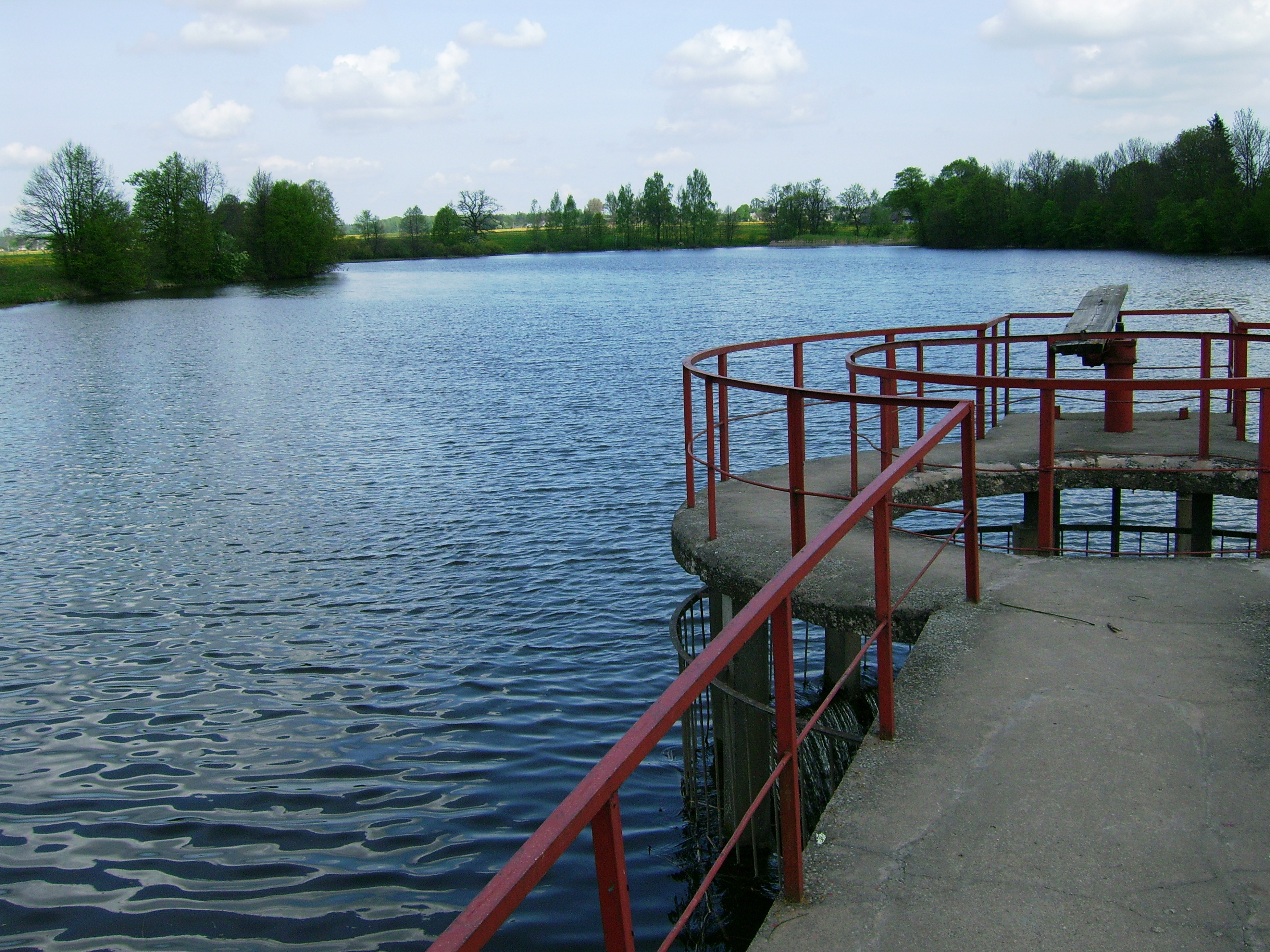
Větší z rybníků, kterým Šunija protéká u Lomiů

Pramení na jižním úbočí Žemaitijské vysočiny, 1 km na jih od vsi Girdiškė, 5 km na východ od městysu Upyna. Teče zprvu na západ, protéká Upynou, kde po se soutoku s říčkou Upynalė stáčí na jih, meandruje kolem rozhledny na kopci jménem Svystkalnis (163,5 m n. m.), potom na západ, opět na jih až jihojihozápad, protéká městysem Lomiai, kde protéká rybníčkem a hned po několika metrech větším Lomiaiským rybníkem (hráz 3 m vysoká, plocha 13,3 ha). Za ním se stáčí směrem jihozápadním, protéká po severozápadním okraji lesa Batakių miškas, po severozápadním okraji vsi Ridikiškė, v jejímž okolí silněji meandruje, dále kolem vsi Kaziškė, Mažonai, Lėkiškė a u vsi Kelmynė (5 km na sever od Tauragė) se vlévá do řeky Jūra jako její levý přítok 52,8 km od jejího ústí do Němenu. Průměrný spád je 336 cm/km.

## Přítoky
Levé
- Řeka nemá významnější levé přítoky, pouze tyto:

| Hydrologické pořadí | Řeka  | Délka (km) | Povodí (km²)< | Vzdálenost od ústí (km) | Ústí kde | Koordináty ústí |
| ------------------- | ----- | ---------- | ------------- | ----------------------- | -------- | --------------- |
| 16010657            | Š – 3 | 3,4        | 2,5           | 19,1                    |          |                 |
| 16010664            | Š – 1 | 2,3        | 4,1           | 8,2                     |          |                 |

Pravé
| Hydrologické pořadí | Řeka                                  | Délka (km) | Povodí (km²) | Vzdálenost od ústí (km) | Ústí kde    | Koordináty ústí                  |
| ------------------- | ------------------------------------- | ---------- | ------------ | ----------------------- | ----------- | -------------------------------- |
| 16010651            | Upynalė                               | 4,6        | 8,9          | 30,6                    |             |                                  |
| 16010653            | Tulė                                  | 3,3        | 4,5          | 27,2                    |             |                                  |
| 16010654            | Žalpė                                 | 3,7        | 4,5          | 23,4                    |             |                                  |
| 16010655            | Ringė                                 | 7,6        | 17,8         | 22,4                    |             |                                  |
| 16010658            | Kaipė                                 | 5,6        | 8,8          | 14,4                    |             |                                  |
|                     | Duobeižis                             | 4,8        | 3,1          | 13,1                    |             |                                  |
| 16010661            | Malūndaubė (do ní se vlévá Karapolis) | 6,9        | 8,6          | 11,1                    | Ridikiškiai | 55°20′17″ s. š., 22°21′32″ v. d. |
| 16010663            | Kaipė                                 | 6,5        | 7,9          | 10,0                    |             |                                  |
| 16010665            | Irtuona                               | 21,7       | 47,6         | 7,5                     | Mažonai     |                                  |
| 16010673            | Užupis neboli Baublys                 | 4,9        | 5,9          | 4,3                     |             |                                  |
| 16010674            | Š – 2                                 | 2,6        | 2,1          | 2,9                     |             |                                  |

## Původ názvu
Šunija litevsky znamená něco jako Psovstvo (šuo, genitiv – šuns lit. pes, přípona -ija je litevský protějšek české přípony -stvo jako ve slovech lidstvo/žmonija, bratrstvo/brolija…) Podobným stylem vznikla místní jména Psáry, Psáře. Mohli bychom použít k porozumění významu i Psí smečka tak jak jej nastínil Karel Čapek v knížce Dášeňka čili život štěněte.